# Grabiąska Struga
Grabiąska Struga – struga na Pojezierzu Drawskim, w woj. zachodniopomorskim, w powiecie szczecineckim; prawy dopływ Gęsiej.
Grabiąska Struga ma źródło przy drodze powiatowej z Kiełpina do drogi wojewódzkiej nr 172, ok. 0,2 km na północny wschód od osady Grabiążek, skąd płynie w kierunku północno-zachodnim. Przepływa przez wieś Stary Grabiąż za którą zaczyna biec na zachód i południowy zachód. Przepływa przez osadę Korzec, a następnie pod drogą wojewódzką nr 171 i uchodzi od prawego brzegu do Gęsiej.
Nazwę Grabiąska Struga wprowadzono urzędowo w 1950 roku, zastępując poprzednią niemiecką nazwę – Husaken Bach.